# Янчич, Иван Фёдорович
Иван Фёдорович Янчич (1850—1878) — российский врач, доктор медицины.

## Биография
Иван Янчич родился в 1850 году и происходил из купеческого сословия Екатеринославской губернии. Медицинское образование Янчич получил в Императорском Харьковском университете, куда поступил в 1869 году. Ещё будучи студентом Янчич начал печатать свои статьи. К этому периоду относятся две его работы: «Исследование над строением, развитием и атрофией жировой ткани» («Журнал для нормальной и патологической гистологии, фармакологии и клинической медицины», 1871 г., ч. IV, страница 321) и «Нормальное строение сухожилий lig. patelli, tend. Achili и отношение их к хрящу и кости» («Журнал для нормальной и патологической гистологии, фармакологии и клинической медицины», 1872 г., часть VI, стр. 222—266).
Выпущенный в 1874 году из университета лекарем с отличием и с золотой медалью, он в том же году поместил в вышеупомянутом журнале новую свою работу: «Материал для анатомии перикардиального мешка и нервов перикардий» (за 1874 г., часть VIII, страница 417) и стал готовиться к докторскому экзамену. Выдержав экзамен, Иван Фёдорович Янчич 5 июня следующего года защитил диссертацию под заглавием: «О нервах твердой мозговой оболочки спинного и черепного мозга» (Санкт-Петербург, 1875 год) и получил степень доктора медицины.
В 1876 году он принял деятельное участие в работах V съезда русских естествоиспытателей и врачей и сделал на заседании анатомо-физической секции доклад под заглавием: «О нервах и их окончании в коже человека» («Труды V Съезда Русских Естествоиспытателей и Врачей», 1876 год).
Вслед за тем И. Ф. Янчич был командирован в Сербию с лазаретом Красного Креста и по возвращении поступил в санитарный отряд действующей армии. Здесь ему проработать пришлось недолго; заразившись тифом, Иван Фёдорович Янчич скончался в 1878 году, на 38-м году от рождения.